# Ӭ
Ӭ (minuskule ӭ) je písmeno cyrilice. Je používáno pouze v kildinské sámštině. Jedná se o variantu písmena Э.